# 约瑟夫·波尼亚托夫斯基

法兰西第一帝国帝国元帅亲王约瑟夫·波尼亚托夫斯基的帝国纹章，上面还有法国荣誉军团勋章、白鹰勋章和勇敢勋章

约瑟夫·安东尼·波尼亚托夫斯基亲王（波蘭語：Józef Antoni Poniatowski，發音：[ˈjuzɛf anˈtɔɲi pɔɲaˈtɔfskʲi]；1763年5月7日—1813年10月19日）是波兰领导人、将军、战争部长及军队首领，也是唯一非法國出身獲授帝国元帅头衔的人，綽號「波蘭的巴亞爾」。

## 传记

### 在奥地利的早年生涯；与土耳其的战争
约瑟夫·安东尼·波尼亚托夫斯基亲王在奥地利维也纳的金斯基宫出生（并于维也纳苏格兰修道院受洗），是波兰末代国王斯坦尼斯瓦夫·奥古斯特·波尼亚托夫斯基的兄弟——在奥军服役的陆军元帅安德热·波尼亚托夫斯基之子。他的母亲是一位来自玛利亚·特蕾西亚宫廷，出身于捷奥混血贵族家庭的特蕾莎·冯·金斯基。在约瑟夫10岁时，父亲辞世，斯坦尼斯瓦夫·奥古斯特之后成为了他的监护人，这两个人关系紧密，在平常生活间的非常时间内关系依然如故。玛利亚·特蕾西亚是约瑟夫姐姐，后来的女皇玛利亚·特蕾莎的教母。约瑟夫生在维也纳，长在维也纳，但也会与他母亲在布拉格，后来与他的国王叔叔在华沙待一段时间。在“旧制度”中成长让他很早就能与说波兰语和德语一样流畅地说法语（事实上他是用法语与他母亲谈话的）。从幼年起配皮（来自于“约瑟夫（约瑟夫是约瑟夫的波兰语叫法）”的捷克语昵称）亲王就为上军队服役而接受训练，但是也学习如何弹奏键盘乐器，并随身携带一架手提键琴，甚至到了上战场时也要带着。受斯坦尼斯瓦夫·奥古斯特的影响，波尼亚托夫斯基把自己看做波兰人，即使他在26岁时才转到波军服役。在维也纳，他以波兰国王的身份出席玛利亚·特蕾西亚的葬礼。在1787年与斯坦尼斯瓦夫·奥古斯特来到卡尼奥夫和基辅以会见叶卡捷琳娜大帝。
波尼亚托夫斯基把他的余生投入到军旅生涯中，加入奥地利帝国军队，在1780年他是中尉，在1786年/1788年晋升为上校，当奥地利于1788年向奥斯曼帝国宣战时，他曾短暫成为皇帝约瑟夫二世的副官。波尼亚托夫斯基参加到那场战争，并在1788年4月25日沙巴茨的猛攻中一打成名，他在那里受重伤。据说在沙巴茨他也挽救了年轻同事，亲王卡尔·菲利普·施法尔岑伯格的性命。后来他们的军队步入了一个十字路口，波尼亚托夫斯基要不然成为他们的盟友，要不然就是他们的敌人，在他在奥地利的最后一站上，施法尔岑伯格从莱比锡回来，给了波尼亚托夫斯基致命一击。

### 在波兰军队服役；保卫五三宪法

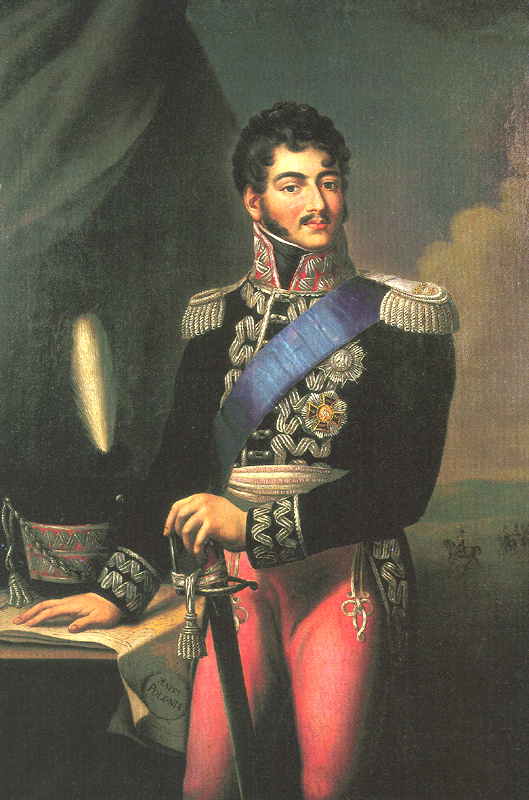
约瑟夫·波尼奥托夫斯基亲王

在波军整顿，波尼亚托夫斯基被他的叔叔斯坦尼斯瓦夫·奥古斯特·波尼亚托夫斯基和瑟姆召集时，波尼亚托夫斯基搬到了波兰。国王与奥地利当局签署了关于这次转动的过早的协议，这份协议当然主要依靠他侄子对转动的积极，尽管约瑟夫·波尼亚托夫斯基要作出“牺牲”（服役于帝国军队看起来很有前途），但是前途依然不是问题。在1789年10月，波尼亚托夫斯基和塔得乌什·科希丘什科与其他三个人成为少将，被任命为乌克兰一个师的指挥官，他为改善这个小且常被忽略的波兰立陶宛联邦军队热心奉献。
这是以在1791年宣告五三宪法为结尾的四年瑟姆正在深思熟虑每份议案的时期。波尼亚托夫斯基是改革的强力支持者和宪法之友协会的成员。文件中的一段文字部分地让在瑟姆最后阶段包围皇家城堡的亲王领导的军队相信；她自己当时正与一群士兵站在屋里。
在1792年波尼亚托夫斯基晋升为中将，并被任命为乌克兰波军指挥官，职务是保卫国家以防俄军日渐逼近的进攻。在那时约瑟夫亲王作为波兰人民亲切的靠山，还有科希丘什科和自在奥军服役起就是朋友的米哈乌·维尔赫尔斯基帮忙，便显示出天大的才能。敌人在数量和武器上的悬殊差距，上级常常命令撤退的情况和对每个优势的争论让他在太过接近地逼迫和赢得几次著名战役的胜利时，都能让追随者兴奋。6月18日的杰伦尼战役是自扬三世·索别斯基其波军的第一次重大胜利。波尼亚托夫斯基自己在战斗中当波军军队畏缩时总能身先士卒。斯坦尼斯瓦夫·奥古斯特对胜利感到惊讶，并为了纪念这一时刻设立著名的勇敢勋章，并第一个授予波尼奥托夫斯基和科希丘什科——不幸的是他的兴趣没能延续多久。在科希丘什科和他的士兵于7月18日参与的杜宾卡战役中，布格河的国界就算有五倍多的大军压境，也被科希丘什科保卫了5天之久。最后未被击败的波军集中于华沙并准备一次大聚会，但是从首都到来了信使告诉总司令斯坦尼斯瓦夫·奥古斯特国王加入亲俄的塔戈维查联盟并保证波军会忠诚与他。所有的战斗因此暂停。军队仍效忠于约瑟夫亲王，他还有发动涉及拐骗国王的争辩的机会，但他在发布与其相冲突的决议后，最终决定不做那种勾当。可悲的是，在7月26日于马尔库舍夫发生的最后一次小冲突过后他据称想寻死，但是最后还是活了下来。在愤怒但无用的抗议过后，在国王的苦苦哀求下，波尼亚托夫斯基和其他大部分波军将军还是辞职，并离开军队了。
在告别时，约瑟夫亲王的士兵通过携带一枚铸造的纪念章来表带他们对波尼亚托夫斯基的感谢，甚至向在布拉格的亲王母亲写信，以感谢她生下了如此伟大的儿子。波尼亚托夫斯基随后离开华沙回到维也纳，在那里他再次给塔戈维查联盟领导人什琴斯内·波托茨基下挑战书决斗。但是俄罗斯当局希望把他更进一步地迁出波兰（及附近地区），惧怕于此的国王逼他服从于此，所以他又离开维也纳，旅居西欧，在那个时候法国大革命的暴力事件令他精神受创。
在1792年约瑟夫亲王通过一封信陈述他的观点，称为了保卫国家，维持波兰大全，他应该自这次战役之前（自这次战役没有真正地计划使用武力）要求整个国家由马上的贵族武装城镇，并给予农民自由。   
紧随着波俄战争的是第三次瓜分波兰。它导致40年间为了波兰的独立所发生的战斗。它包括几次主要战争（1792年、1794年、1807年、1809年、1812年、1813年、1830年）和大量其他冲突。它遍布于从圣多明各到莫斯科的一大片区域，包括冬布罗夫斯基的波兰军团发动的几次著名战役，例如索莫谢拉战役、富恩吉罗拉战役和阿尔布埃拉战役。

### 科希丘什科起义（1794年）；个人生活
斯坦尼斯瓦夫·奥古斯特·波尼亚托夫斯基在1794年春写信给他的侄子，叫他回到波兰，并叫他在自愿在他的前下属塔得乌什·科希丘什科的部队中服役，参加以他的名字命名的起义活动。波尼亚托夫斯基在可能没有太多为他不曾从事过的的事业上投入太多心血，他再次与维尔赫尔斯基同来并在5月27日因其职责到科希丘什科在延德热尤夫的兵营报到。科希丘什科任命约瑟夫亲王领导立陶宛的起义运动，在那里他给激进而成功的领导人雅各布·亚辛斯基降职，但是波尼亚托夫斯基绝不想需要亚辛斯基的叔叔一样，而是将亚辛斯基打入冷宫。他提议替换被承认的领袖维尔赫尔斯基。他自己正参与华沙和华沙周围的战斗——作为一个师的指挥官从7月7日到7月10日在布沃涅战斗，并从7月26日到7月27日带领骑兵团在马利蒙特立场转向反普鲁士。在普鲁士围攻城市时，斯坦尼斯瓦夫·莫克罗诺夫斯基被送往立陶宛代替患病的维尔赫尔斯基，波尼亚托夫斯基的指挥区界是华沙防线。在那里，他一如既往地战斗。在8月5日到8月10日一系列成功而有前途的进攻中，他降低了古雷-什维兹切地区的普鲁士人人数，然后在几周普鲁士的反击中又失去了这个地方，因此，就算是受到了科希丘什科的警告，他也没有正确地准备。在他身下的战马被射中时，他收复失地的尝试也遇到挫折。10月他领导他比·普鲁士人多的部队在布祖拉河向普鲁士堑壕发起攻击，这次损失惨重的进攻阻碍了普鲁士人，保住了冬布罗夫斯基的军团，给了他们回到华沙的机会。在战争与革命期间因由胡戈·科翁塔伊领导的左翼的行动和影响，让亲王有了被疏远的感觉，那时军队都与科翁塔伊合作，冬布罗夫斯基和约瑟夫·扎扬切克那时应该没来，在科希丘什科于马切约维茨被俘后，事情变得更糟。
起义失败了，波尼亚托夫斯基在华沙待了一段时间，他的财产被没收，但他拒绝在俄军任职，因不願對俄國當局效忠，而被驱逐出华沙首都，在1795年4月再次搬到维也纳。科希丘什科起义导致第三次（也是最后一次）瓜分波兰。
在1796年叶卡捷琳娜二世逝世，他儿子沙皇保罗一世还给波尼亚托夫斯基他的财产，并再次尝试雇他到俄军服役。为了宽恕自己，约瑟夫亲王声称健康情况很差（由于以前的伤口）。但在1798年他叔叔，过去的国王斯坦尼斯瓦夫·奥古斯特在圣彼得堡逝世。波尼亚托夫斯基为他的葬礼离开维也纳并合理地分配末代国王的遗产和责任。他在圣彼得堡待了几个月，之后因与沙皇保罗与他的宫廷关系良好，回到了他在波兰华沙（波德布拉汉宫和瓦津基宫）和亚布翁那的土地。华沙在那时受普鲁士统治。
直到1806年，波尼亚托夫斯基的个人生活都充满了聚会和娱乐活动，在政治上并不活跃，他自己和朋友的行為经常令眾人駭異。他的家由汉丽埃塔·瓦班，一名从维也纳带过来的老婦，严格打理，她显然对亲王有很大的影响力。他的住处为各种個性的人開放，自1801年起被处决的路易十六的弟弟，未来的路易十八和他的家人与宫廷需要一个去處，便在几年中成为波尼亚托夫斯基瓦津基宫的座上宾。在1802年，因受来自斯坦尼斯瓦夫·奥古斯特继承权的困扰，波尼亚托夫斯基制订了去柏林的旅行计划，他在那里带几个月，并与普鲁士王室建立友好的私人关系。约瑟夫亲王终生未婚，他的两个儿子来自于他的未婚妻，其中最后一个，也是最重要的是出身于波托茨基家族的索菲亚·乔斯诺夫斯卡，她是幼子卡罗尔·约瑟夫·波尼奥托夫斯基的母亲。

### 华沙公国；在奥波战争（1809年）的胜利

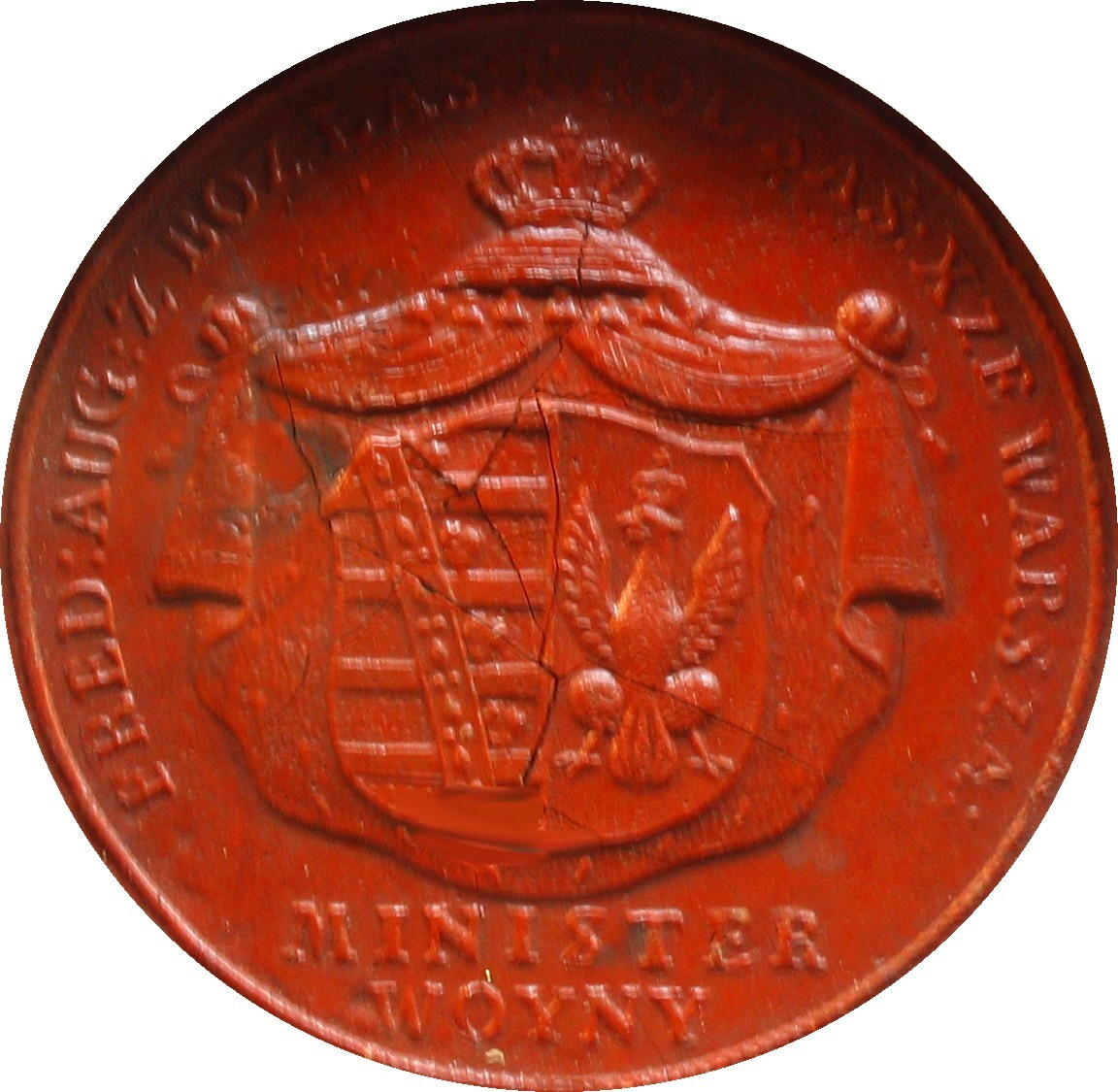
约瑟夫亲王在作为华沙公国战争部长时使用的印章

在后来，拿破仑·波拿巴于耶拿会战取得胜利，接下来普鲁士撤出其波兰省份的时候，波尼亚托夫斯基在1806年11月被普鲁士国王腓特烈·威廉三世任命为华沙总督，波尼亚托夫斯基同意了；他也担任城防与由当地居民组织的民兵组织的指挥官。这些事制造了一个短命的波兰临时政权。导致在欧洲波兰人，以及他们的新机会中连续不断地出事，也把新观点强加于他们。 
在那年年末时，若阿尚·缪拉和他的军队进入华沙，让波尼亚托夫斯基不得不根据新政局重新定位自己的角色。这让波尼亚托夫斯基与缪拉（他们每个人都喜欢对方，并很快结为朋友）的谈判延时进行，并让约瑟夫·维比茨基（极力劝说亲王在这一历史时机的大门关闭之前抓住这一伟大机会）开始劝说亲王，但是这是缪拉宣布波尼亚托夫斯基是“军队首领”，且亲王开始领导法国当局军事部门时的前一年。那时，成为起义与波兰军团中的很多波兰老兵选择的冬布罗夫斯基和加扬切克未受重用，即使他们在波尼亚托夫斯基还并不活跃之前就已经在拿破仑那边服役了。在1807年1月14日，应皇帝的命令，华沙管理委员会在斯坦尼斯瓦夫·马瓦赫夫斯基的领导下成立，在这个机构内，波尼亚托夫斯基正式成为战争部主管，并开始组织波兰军队。
在1807年7月，华沙公国成立，在这个政府中波尼亚托夫斯基于10月7日成为战争部长和华沙国家军队领导人（minister wojny i naczelny wódz wojsk Ks. Warszawskiego），在那个时候拿破仑还没完全信任他，依然将军队最高领导权留在路易·尼古拉·达武手里，直到1808年夏才把大权交回。波尼亚托夫斯基在1809年3月21日正式成为司令。 
战争部长的目标完全变为了创建，发展这支新的，到处炫耀的波兰军队。公国的部队存在于大多数恶劣的环境下，并在这些环境中作战的，它的成功很大一部分要归功于司令在军事上和政治上的技巧。举例来说，这支军队有严重的资金问题，而且很多士兵被拿破仑带出国家四处征战，这也是约瑟夫宁可要一支虽小，但可自行支配的军队的原因。 
在1809年春，波尼亚托夫斯基带领他的军队在这场被奥地利最高指挥部认为是与法兰西第一帝国交战中关键一役的战争中，抵抗奥地利在费迪南德大公奥地利-埃斯特的卡尔·约瑟夫领导下的入侵。在4月19日于华沙附近发生，血腥的拉申战役中，当亲王在一次刺刀拼刺刀的战斗中亲自率领他的步兵（虽然在他的一生中，他已经不少次这样了），波尼亚托夫斯基领导下的波军将一支比他们两倍大的奥军打得精疲力竭。但在后来他决定不去保卫华沙，并带领他的军队撤到维斯瓦河东岸，撤至加强防御的普拉加郊区，但在奥军进军此处时，却在4月26日于格洛赫沃被击败。一支奥军师后来再次穿越维斯瓦河，尝试追捕波军，但却在5月2日于古拉卡尔瓦里亚被带到由米哈乌·索科尔尼茨基的勇兵那里。费迪南德制定了抓捕更多波军，尝试在维斯瓦河另一岸建一桥头堡的计划，但是那些计划都落空了，维斯瓦河的主动权依然留在波尼亚托夫斯基手里。从哪里他很快向南推进，行军在维斯瓦河附近，以控制形势，并占领了加利西亚，那里是在瓜分协议中受奥地利控制的波兰南部。在5月14日占领卢布林，在18日强化防御，并精力旺盛地保卫桑多梅日。在20日占领加莫希奇要塞，在那里俘获2000名俘虏和40门加农炮，并于5月27日进一步占领利沃夫。这类军事上的进展迫使奥军撤出华沙——在6月18日他们主力部队发动的反攻夺回了桑多梅日。 
但是同时波尼亚托夫斯基向维斯瓦河西岸移动，并在7月5日，瓦格拉姆战役开战的日子开始从拉多姆开始，向南攻到克拉科夫。他在7月15日到达那里，同时意志消沉，不能有效防御的奥军开始转入俄军占领的城市，那时波尼亚托夫斯基没有被在策略上胜过，或是被恐吓：在看到了在战斗中的俄军轻骑兵队在通往维斯瓦河的街上构成障碍时，他骑上他的战马冲向他们那里，结果他们的轻击以失败收场。
大部分解放的土地除了利沃夫地区以外，都在1809年10月的和平协议中成为了公国的一部分。约瑟夫亲王受到了在波兰前国都克拉科夫的剩余居民的赞美，并直到12月末都在管理存在于6月2日至12日28日的加利西亚临时政府。奥军仍然希望夺回克拉科夫，亲王发现他的存在就是城市留在波兰手里最好的证明。

### 拿破仑的俄罗斯战役

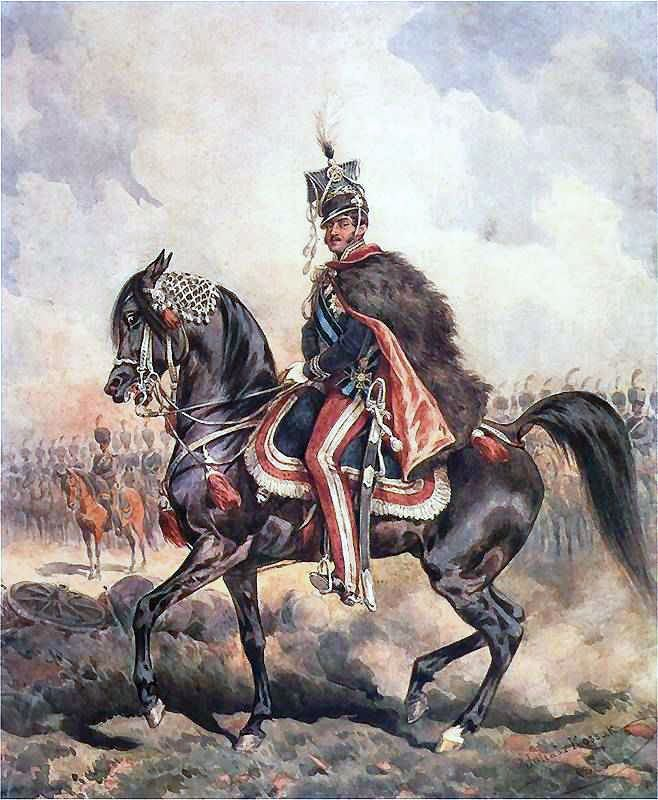
约瑟夫`波尼亚托夫斯基

1811年4月波尼亚托夫斯基来到巴黎，在那里他作为萨克森国王及华沙大公弗里德里希`奥古斯特一世的代表出席拿破仑儿子的受洗。他在那里待了4个月，与皇帝和他的将领一道指定入侵俄罗斯的计划。他试图说服法国将领穿越现在的乌克兰的南线更有利益。不仅仅是该地区的红人，俄罗斯波兰领地的波兰贵族也会参与其中，土耳其可能的对俄罗斯的活动也被支持，土耳其是接下来战争中，利益最大的一方。拿破仑拒绝了该提议，也没有将这份波尼亚托夫斯基会令波兰军团参照的路线保存下来，波兰军团希望借助在这里举行的起义活动，来夺回这些前波兰领土。在莫斯科远征队中，波尼亚托夫斯基成为统帅近10万波兰雄师的指挥官，这支军，也就是大军团第五军。
在进攻开始时，波尼亚托夫斯基跟随热罗姆·波拿巴的进攻方向，后来不再跟随，但在拿破仑兄弟离开后，波尼亚托夫斯基被短暂地放在大军团的右翼。在进军莫斯科于前线交战时，他在多场战争中显露自己的军事才华。8月17日，在斯摩棱斯克时，他自己领导他的军进军该城。9月7日，在博罗金诺时，第五军在乌提查（Utitza）山打了一天仗，在约瑟夫亲王领导下，整支军团再次发起进攻，最终在黄昏夺下该山。在9月14日，波兰士兵第一次挺进俄罗斯首都，但是那时波尼亚托夫斯基不像拿破仑一样，相信这次战役已成定局。波兰军团随后于9月29日在奇里科沃战役中，和10月18日在塔鲁提诺战役中与俄军交战，当米哈伊爾·伊拉里奧諾維奇·庫圖佐夫的军队完败法军时，波尼亚托夫斯基救回了繆拉。 
不幸的是，在大军团災難性的撤退后，以波蘭人為骨幹的第五軍已幾乎損失殆盡，波尼亚托夫斯基因而拒绝参與10月9日的维亚兹马战役。他继续服役了几天，但在11月3日，情况强迫他交出他的指挥权。他随后随同2个受伤的副官在马车中西行。在穿越别列津纳河时，他们差點被俄军俘虏，最终在12月12日返回华沙。

### 德意志地區战役（1813年）；莱比锡之役逝世

《波尼亚托夫斯基的逝世》。亚努阿雷·苏霍多尔斯基绘

在拿破仑军队完败，从心痛处回来后，波尼亚托夫斯基很快承担了重建波军的任务，当时的波军已在莫斯科战役全军覆没。在很多波兰领导人对法皇的忠心开始动摇时，波尼亚托夫斯基继续与这种观点抗争，甚至在沙皇亚历山大一世对他大赦并提议合作的时候，他依然对法皇忠诚。在新军只是部分建立的时候，在2月5日，俄军正打算进军华沙的时候，波军撤出华沙，他们的意图无从可知，他们最终抵达克拉科夫，在那里他们停留了几周，以为对他们最终的考验作准备。在5月7日俄军再次挺进的时候，约瑟夫亲王和他的部队离开克拉科夫，穿过波西米亚，在那里他们以第八军团的身份保卫波西米亚山脉山口，保卫通往萨克森的易北河左岸。在停战时参加拿破仑军队的军队总数是22000人，其中包括个别受冬布洛夫斯基所在师控制的小军队。
军团在9月9月于勒包，10月10日于策德特利茨打了大胜仗，在那里帕赫伦将军试图阻止他们抵达莱比锡，但在一次骑兵战中败给了波尼亚托夫斯基。在10月12日，他打算繆拉在餐桌上坐下，那时他们俩对敌军的实力感到吃惊。波尼亚托夫斯基虽然负了伤（被认为是手臂上的皮肉伤），但他骑着马通过展开另一次适时的骑兵战挽回局势。 
波尼亚托夫斯基受命指揮以波蘭人為骨幹的第八軍團，在莱比锡战役前夕，拿破崙為了表彰波尼亚托夫斯基至今做出的貢獻與勇氣，破格將他封為帝国元帅，也是唯一獲此殊榮的外國人。他英勇地保守莱比锡戰場的南線，負責抵禦來自普魯士與奧地利的猛烈進攻，他麾下的半数士兵战死，他被委与掩护法军撤退的後衛任務。最终缓慢地退至莱比锡附近的魏塞埃尔斯特河的一座桥上，然而在他抵达之前法军在混乱中把桥提前毁了。波尼亚托夫斯基在無退路的情况下，拒不投降，最終负伤落水而亡。他的伤可能是因埃尔斯特河对岸的法军枪支走火。他僅擔任四天的元帥便逝世。

### 逝世
他的遗体在1817年被运回波兰，并埋葬于克拉科夫瓦维尔山的教堂，与塔得乌什·科希丘什科和扬三世同眠。1829年他由巴特尔·托瓦尔森打造的纪念碑矗立于华沙。它经历了一段战乱颇为频繁的历史，并在第二次世界大战中被毁，但它的现代复制品矗立于华沙总统府前。他的祭典在他死后得到发展——这就是拿破仑传奇的波兰版本。他终身未婚并拥有私生子。他还在世的后代包括著名墨西哥记者埃琳娜·波尼亚托夫斯卡。

## 约瑟夫亲王的影响
历史学家戴维斯写道：
|  | “和他的很多同胞一样，他在将他全心投入法国之前，他举棋不定。对他而言，投靠拿破仑使一次很痛苦的，对他地位和效忠者的转变。它包括多年的奉献和牺牲。和他的主人萨克森国王一样再次改变他的信仰对于这样一个无限疲惫，也无限真诚的人而言，太过于令人担心了。和他其他的同龄人一样，他向往着；他战斗着；他奉献着；而只获得在一次光荣的失败中永远安息。” |

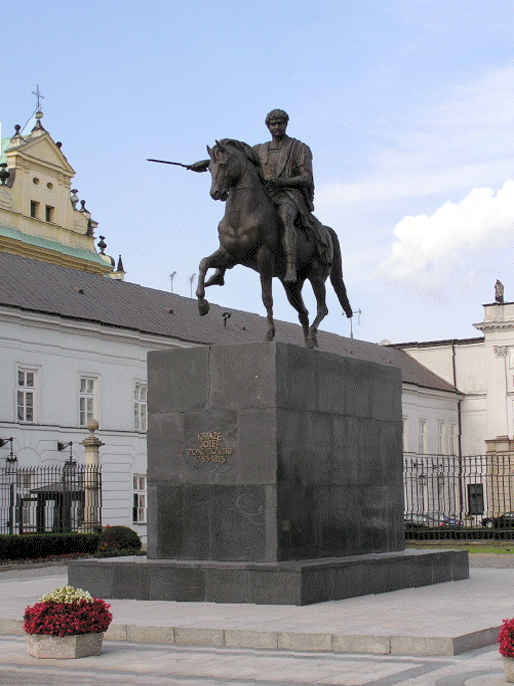
巴特尔·托瓦尔森的约瑟夫·波尼亚托夫斯基骑马像，位于华沙总统府前方

他在多次武装冲突中成为了波兰自由战士的斗士，但尤其在领导人都在拿破仑时代战争中位于波尼亚托夫斯基靡下服役着的十一月起义中，这更为明显。拿破仑建立，波尼亚托夫斯基保卫着的那个华沙公国曾改头换面（作为“波兰王国”）过，但它依旧是瓜分波兰时期末期仅存的波兰人国家。如果它在1809年陷落，王国也不会建立，也不会发生极具历史意义的十一月起义。在波尼亚托夫斯基死后的一个世纪中，波兰人主要体验到的是努力、压迫和困苦，以及光荣贵族、士兵的形象，还有英勇不屈的领导人的精神并提供给了及其需要斗士的国家光环。
英国皇家空军第304波兰轰炸机营在第二次世界大战时保卫英国，以纪念约瑟夫·波尼亚托夫斯基亲王。
波尼亚托夫斯基也是位于威斯康辛的一个未组成社团的小组织的名字，以最靠近北纬45度，西经90度点闻名。它成名于由民间歌手卢·巴雷曼和彼得·巴雷曼演唱的同名歌曲。 （歌曲 （页面存档备份，存于））